# Mormyrops lineolatus
Mormyrops lineolatus es una especie de pez elefante eléctrico perteneciente al género Mormyrops en la familia Mormyridae presente en varias cuencas hidrográficas de África, entre ellas el Pool Malebo, el lago Mai-Ndombe, las cataratas Boyoma y la cuenca central del río Congo. Es nativa de la República Democrática del Congo; y puede alcanzar un tamaño aproximado de 40,0 cm.

## Estado de conservación
Respecto al estado de conservación, se puede indicar que de acuerdo a la IUCN, esta especie puede catalogarse en la categoría «Preocupación menor (LC)».